# Graach an der Mosel
Graach an der Mosel est une municipalité allemande située dans le land de Rhénanie-Palatinat et l'arrondissement de Bernkastel-Wittlich.